# 1973年アメリカ合衆国副大統領承認

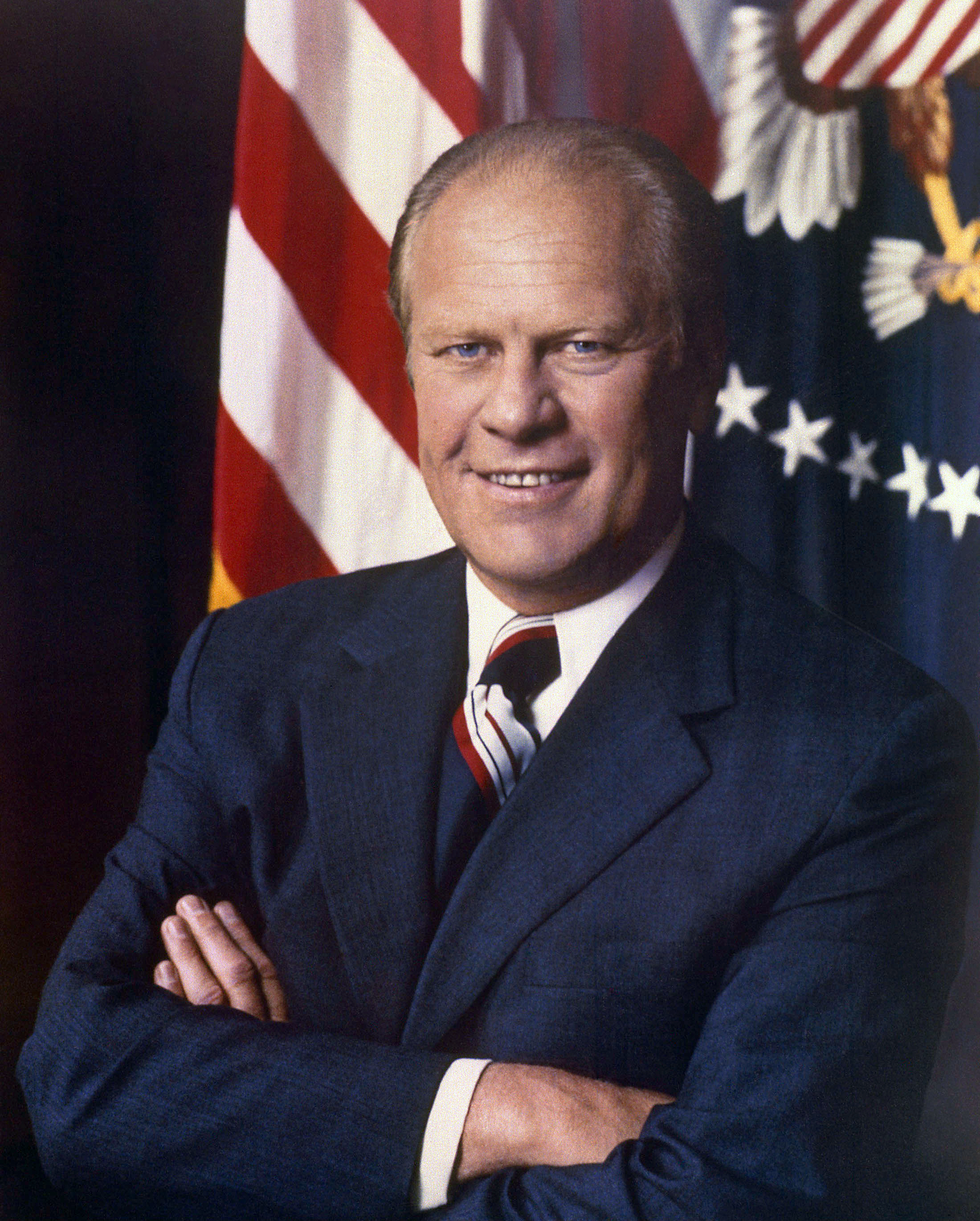
下院少数党院内総務のジェラルド・フォードは1973年に第40代アメリカ合衆国副大統領に就任した。

1973年、アメリカ合衆国共和党のスピロ・アグニュー副大統領は自身の個人的な税金問題の末に辞任を余儀なくされた。したがって憲法修正第25条の下、大統領から指名を受けた候補者が両院の承認を得ることで副大統領に就任する。これにより共和党のリチャード・ニクソン大統領は当時民主党によって支配されていた両院の過半数から支持される副大統領を選ばなければならなかった。
ニクソン大統領は元テキサス州知事のジョン・コナリー、ニューヨーク州知事のネルソン・ロックフェラー、カリフォルニア州知事のロナルド・レーガンを検討していた。しかしながら最終的にニクソンは下院議員内で支持され、自身とも親しい仲である共和党穏健派のジェラルド・フォード下院少数党院内総務を選んだ。フォードは両院の大多数により承認され、1973年12月6日に第40代アメリカ合衆国副大統領に就任した。フォードは翌1974年にニクソンがウォーターゲート事件により辞任したために大統領に昇格した。

## 承認投票
1973年11月27日、92対3の多数により上院はジェラルド・フォードの指名を承認した。その約1週間後の12月6日、下院も387対35で承認した。
| 1973年 アメリカ合衆国上院 副大統領承認投票: | 政党   | 政党   | 政党   | 政党   | 総得票数   |
| ------------------------------------------- | ------ | ------ | ------ | ------ | ---------- |
| 1973年 アメリカ合衆国上院 副大統領承認投票: |        |        |        |        | 総得票数   |
| 1973年 アメリカ合衆国上院 副大統領承認投票: | 民主党 | 共和党 | 保守党 | 無所属 | 総得票数   |
| 賛成                                        | 51     | 39     | 1      | 1      | 92 (96.8%) |
| 反対                                        | 3      | 0      | 0      | 0      | 3 (3.2%)   |
| 結果: 承認                                  |        |        |        |        |            |

| 1973年 アメリカ合衆国下院 副大統領承認投票: | 政党   | 政党   | 総得票数    |
| ------------------------------------------- | ------ | ------ | ----------- |
| 1973年 アメリカ合衆国下院 副大統領承認投票: |        |        | 総得票数    |
| 1973年 アメリカ合衆国下院 副大統領承認投票: | 民主党 | 共和党 | 総得票数    |
| 賛成                                        | 199    | 188    | 387 (91.7%) |
| 反対                                        | 35     | 0      | 35 (8.3%)   |
| 結果: 承認                                  |        |        |             |